# Evert Pieters
Evert Pieters (Amsterdam, 11 december 1856 – Laren, 17 februari 1932) was een Nederlands kunstschilder.

## Leven en werk
Pieters werd geboren in een weinig vermogende familie en ging op jonge leeftijd in de leer bij een huisschilder. Op zijn negentiende ging hij naar Antwerpen in de hoop daar als leerling-decorateur een beter bestaan te kunnen opbouwen. Hij bezocht hij avondtekenklassen aan de Koninklijke Academie voor Schone Kunsten van Antwerpen en oefende hard met het tekenen naar pleistermodellen. In zijn vrije tijd schilderde hij naar plaatjes en gravures. Later ging hij in de leer bij de Belgische landschapsschilder Theodoor Verstraete.

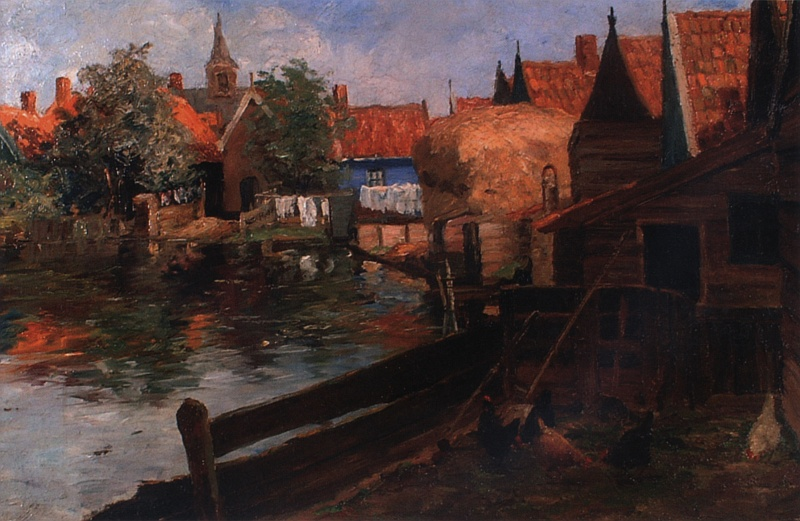
Volendam, gezicht op het Brijkje

In 1883 had Pieters voor het eerst succes met het schilderij "Rusttijd van de houthakkers", dat hij had ingezonden naar de Hollandse afdeling van de wereldtentoonstelling in Antwerpen. Vanaf die tijd zou hij zich volledig op de schilderkunst richten. Hij bleef nog geruime tijd in België werken en in 1894 verwierf hij op de tweede wereldtentoonstelling in Antwerpen met het schilderij "Korenveld in Vlaanderen" de medaille tweede klasse. Voor ditzelfde doek kreeg hij in 1896 op de Parijse salon een gouden medaille. Hij huwde met Marie van de Bossche met wie hij enige tijd verbleef in Parijs en Barbizon. In zijn vroege periode schilderde hij vooral stillevens en landschappen in een stijl die verwant was met de oude Hollandse meesters. De verkoop hiervan liep goed en dit bezorgde hem regelmatig opdrachten.
In 1895 trok Pieters terug naar Nederland en in 1897 vestigde hij zich in Blaricum. Aanvankelijk vond hij echter weinig erkenning in zijn vaderland en het lidmaatschap van de Haagse Pulchri Studio werd hem geweigerd. "Den Vlaeming" werd niet erkend onder de Haagse schilders. Pieters stond bekend om zijn bohemien-achtige levenswijze en reisde regelmatig door Nederland, waarbij vooral Volendam zijn belangstelling trok. Steeds vaker schilderde hij nu interieurs met figuren, waarmee hij vooral in Amerika succes had.

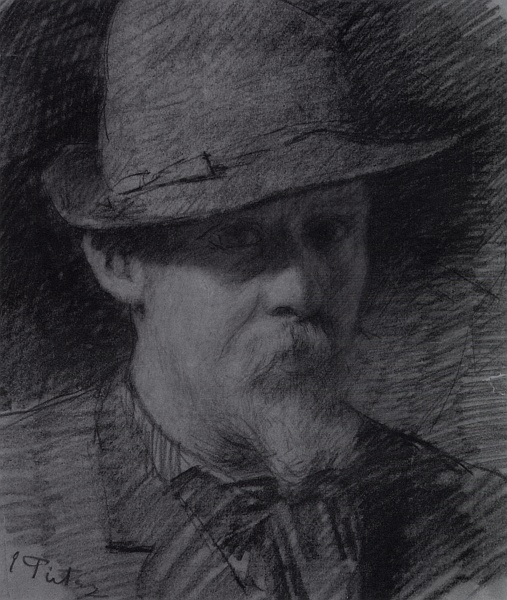
Evert Pieters, zelfportret

Kort na de eeuwwisseling verbleef Pieters enige tijd in Italië om te herstellen van een operatie. Vanaf die tijd wordt zijn werk lichter en helder. Steeds vaker keren ook bloemen terug in zijn werk. Ook maakte hij portretten in een impressionistisch aandoende stijl. In 1905 verhuisde hij naar Katwijk aan Zee, waar hij een groot aantal strandgezichten maakte, vaak met schelpenvissers en paarden. Korte tijd later vestigde hij zich in Laren en woonde daar tot aan zijn dood in 1932. Ook hier zou hij opnieuw vooral Gooise interieurs schilderen, maar nu lichter dan in zijn Blaricumse periode.
Pieters overleed in 1932 tijdens een taxi-rit van Baarn naar Laren, 77 jaar oud. Zijn werk bevindt zich onder andere in het Koninklijk Museum voor Schone Kunsten in Antwerpen, het gemeentehuis van Brasschaat, het Frans Halsmuseum te Haarlem, het Goois Museum te Hilversum, het Singer Museum te Laren en musea te Barcelona en Toledo.

## Galerij van zijn latere werk (na 1900)

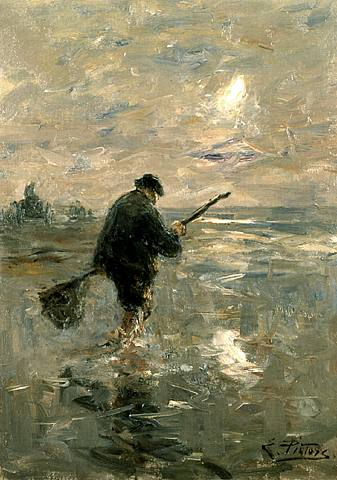
Strand, schelpenvisser
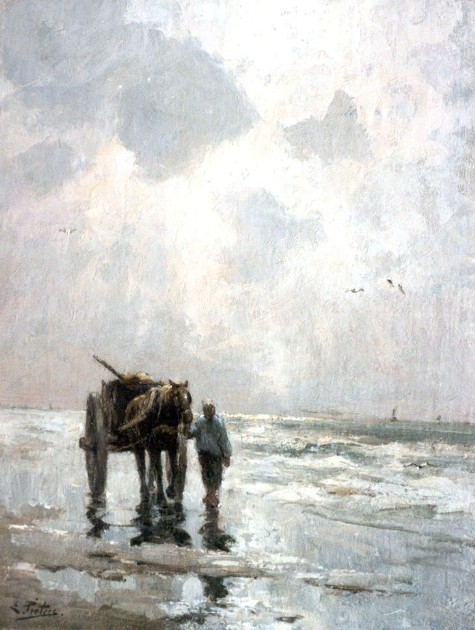
Schelpenvisser op het strand
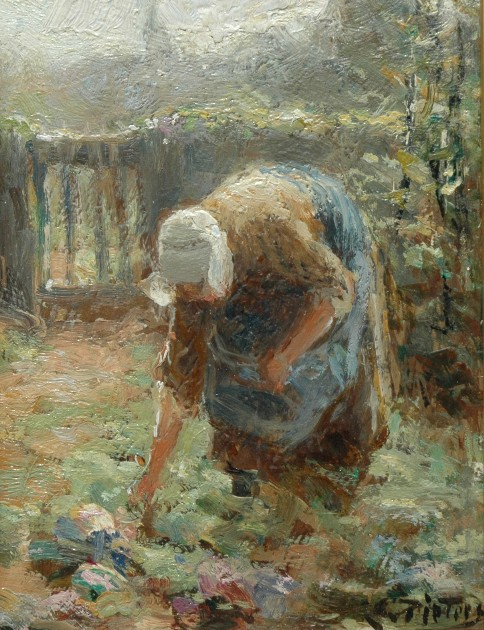
Aan het werk in de moestuin
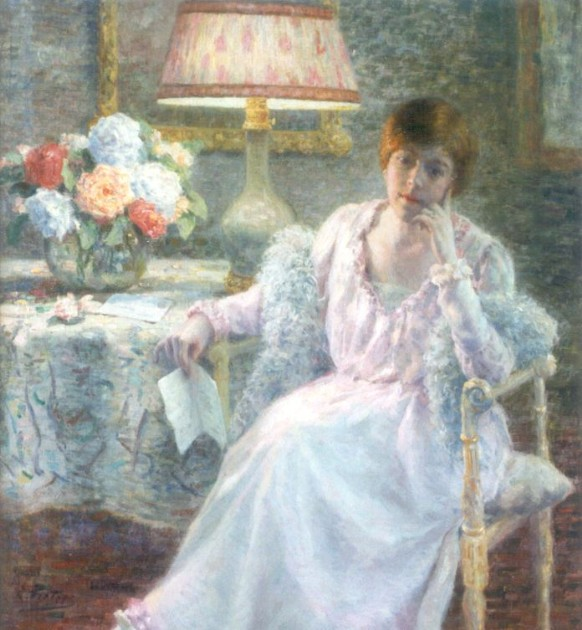
Interieur met elegante vrouw, ca. 1900
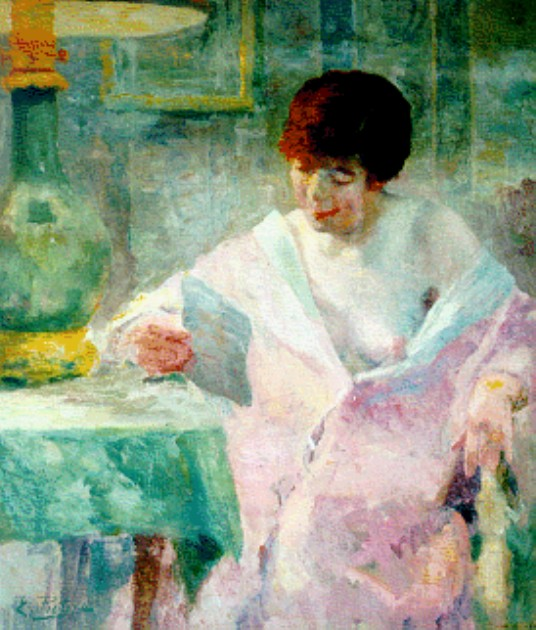
Het lezen van een brief, ca. 1910
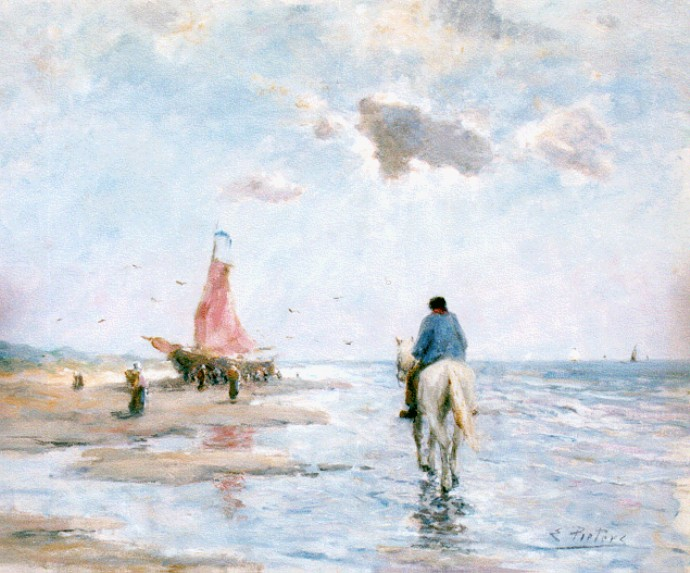
Aan het strand
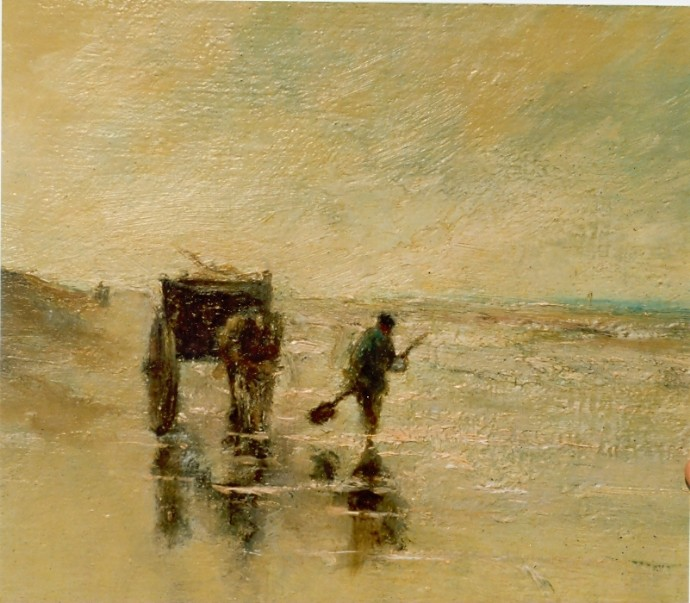
Strandgezicht
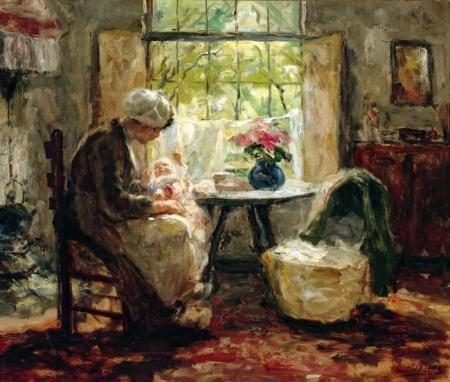
Interieur met moeder en kind
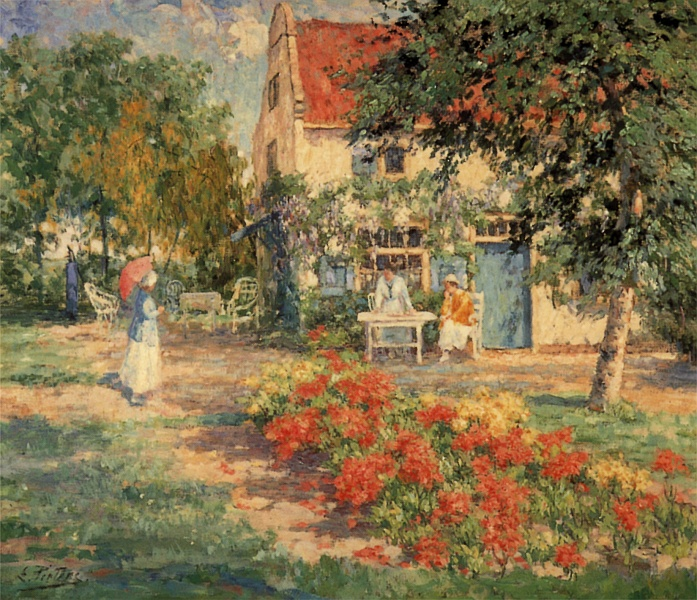
Zomerdag, huis en tuin van de schilder in Blaricum
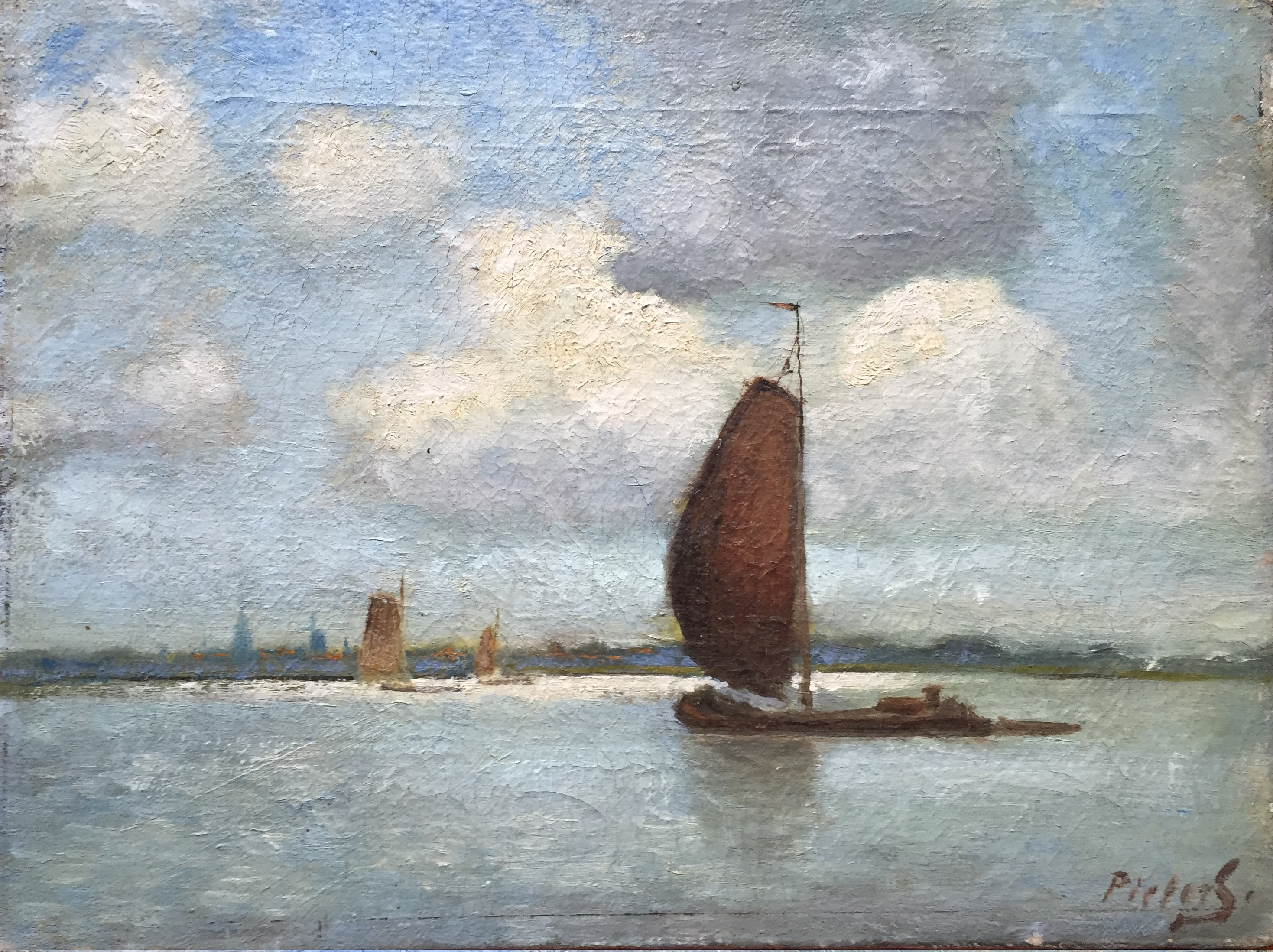
Zeegezicht, in 1890 nagelaten aan een van zijn geliefden, later geschonken aan een museum in Leiden